# Лермонтовский сельсовет (Пензенская область)
Лермонтовский сельсовет — сельское поселение в Белинском районе Пензенской области Российской Федерации.
Административный центр — село Лермонтово.

## История
Статус и границы сельского поселения установлены Законом Пензенской области от 2 ноября 2004 года № 690-ЗПО «О границах муниципальных образований Пензенской области».
22 декабря 2010 года в соответствии с Законом Пензенской области № 1992-ЗПО в состав сельсовета включены территории упразднённых Аргамаковского и Крюковского сельсоветов.

## Население
| 2002  | 2010  | 2012  | 2013  | 2014  | 2015  | 2016  |
| ----- | ----- | ----- | ----- | ----- | ----- | ----- |
| 1791  | ↘1649 | ↗2608 | ↘2570 | ↘2495 | ↘2407 | ↘2285 |
| 2017  | 2018  | 2021  |       |       |       |       |
| ↘2239 | ↘2174 | ↘2121 |       |       |       |       |

## Состав сельского поселения
| №  | Населённый пункт | Тип населённого пункта       | Население |
| -- | ---------------- | ---------------------------- | --------- |
| 1  | Алексеевка       | село                         | ↘3        |
| 2  | Апалиха          | деревня                      | 6         |
| 3  | Аргамаково       | село                         | ↘507      |
| 4  | Дерябиха         | деревня                      | 49        |
| 5  | Калдуссы         | село                         | ↘322      |
| 6  | Крюково          | село                         | ↘392      |
| 7  | Лермонтово       | село, административный центр | ↗1216     |
| 8  | Михайловка       | село                         | ↘43       |
| 9  | Подсот           | деревня                      | 5         |
| 10 | Сережино         | деревня                      | 23        |
| 11 | Щепотьево        | село                         | ↘5        |
| 12 | Языково          | село                         | ↘158      |

1 декабря 2015 года в соответствии с Законом Пензенской области № 2830-ЗПО из учётных данных административно-территориального устройства Пензенской области исключено село Кошкарово, как фактически прекратившее существование.